# Škoda 15T
A Škoda 15T, más jelzéssel Škoda ForCity Alfa egy száz százalékban alacsony padlós villamos, a Škoda ForCity villamos család első típusa, melyet a plzeňi Škoda Transportation készített, eredetileg Prága városa számára. Legyártásához az alapokat a jól bevált Škoda 14T típus szolgáltatta, az előd ugyanis több tekintetben is tökéletesítésre szorult. Az ötszekciós 14T-s esetében probléma volt a tengelyek egyenetlen terhelése, és hogy a jármű nagyon megterhelte a síneket. Ennek köszönhetően az új típus csuklós forgóvázakat kapott. A végeredmény, a ForCity (15 T) három szekcióból épült fel, négy forgóvázzal – kettő a villamos elejében és végében található, kettő pedig úgynevezett Jacobs-forgóváz, mely a csuklóknál található. Ez a felépítés némiképp a Tatra KT8D5 stílusát idézi, de azoktól mégis eltérő. A módszernek köszönhetően a jármű teljes szélességében és hosszúságában alacsony padlós. A szerelvény minden szekciójában két ajtó található (a kétirányú változatnál 4), valamint egy extra bejárat a vezetőfülkébe.

## Tervezés

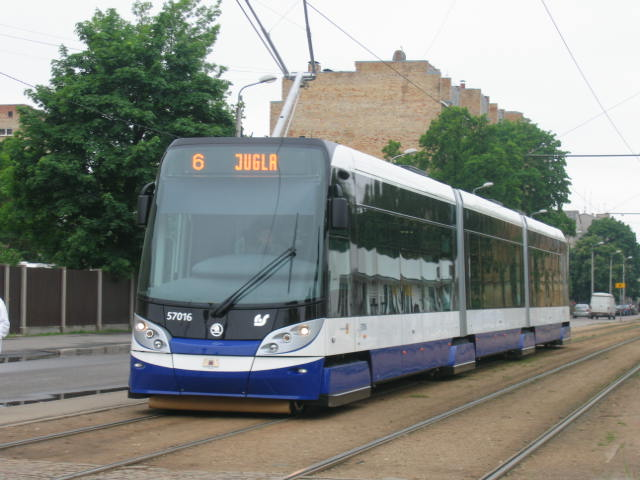
Skoda 15 T Rigában

A Škoda 15 T ForCity egy erősen moduláris felépítésű villamos, összesen öt szekcióból állhat, hossza pedig akár az 50,6 métert is elérheti. Nyomtávja 950-től 1524 mm-ig variálható, szélessége pedig 2,3-2,6 m közötti lehet. Egyirányú és kétirányú változatban is készíthető. A forgóvázak elhelyezése miatt a belső tér teljesen alacsony padlós, az ajtók és a belső elrendezés tekintetében tehát szabadon varálható. A jármű képes a csatolt üzemmódban való közlekedésre is. Külalakját, színeit, és a villamos homlokfalát a megrendelő igényei szerint készítik.
A legtöbb száz százalékig alacsony padlós villamos esetében gondot okoz, hogy a forgóvázak erősen terhelik a villamospályát, ívekben pedig csökkenteni kell a sebességet. A 15 T tervezésekor ezt a problémát úgy próbálták megoldani, hogy speciális, kéttengelyes forgóvázak kerültek a jármű két végébe, valamint a csuklók alá Jacobs-forgóvázakat helyeztek el. Ebben a tekintetben a villamos egyedülálló kategóriájában. Az elődhöz képest ez egy járműben több forgóvázat jelent, amely így csökkenti az adott sínfelületre eső terhelést is. A padló magassága 350 mm a sínekhez képest, kivéve a forgóvázaknál, ahol 450 mm. A magasságkülönbséget lépcső nélkül, lejtős kialakítással érték el. A forgóvázak mindegyike lehet hajtott, vagy csak némelyikük, a vevő kívánságainak megfelelően. A járműszekrénnyel való kapcsolatuk kettős rugózáson alapul.
A villamos kerekei zajcsökkentő réteggel vannak bevonva, a megpördülés ellen pedig homokolással vannak védve. A jármű lelke a háromfázisú szinkronmotor, mely állandó mágneses gerjesztés alatt van. A fékrendszer elektrodinamikus, lehetővé teszi a fékezési energia visszatáplálását a hálózatba, s még az elektromos rendszer hibája esetén is képes a működésre. A forgóvázak rendelkeznek sínfékkel is.
A jármű minden szekciójában két duplaszárnyú ajtó található (a kétirányú változatnál négy), melyeket azonban tetszés szerint lehet variálni. A vezetőfülke önálló ajtót kapott. Az ajtók kifelé nyílnak, s mindegyik egyedien vezérelhető. A kiválasztott ajtóknál kihajtható rámpa is található, mely a mozgássérültek közlekedését könnyíti meg.

## Gyártásban
A típus első protípusa 2009-ben jelent meg Prága városában, ahol 250 darab leszállítására nyerték meg a tendert, 2010–2017 között. A prototípus háromféle üléssel készült: fa, műanyag, és szövetborítású változatban. Az utasok választása alapján fából készülnek az ülések a sorozatgyártás során. 2011-ben Prága városa tárgyalásokat kezdeményezett, hogy a villamosokba kerüljön klímaberendezés is, valamint véleményük szerint az összes hajtott forgóváz miatt szükségtelenül erős a villamos, ezért nem szükséges minden forgóváznak hajtottnak lennie. Egyelőre kísérleti státuszban vannak a prágai járművek, hogy az első forgóváz hajtásának kiiktatása mellett lehet-e klímaberendezést beépíteni.
2008-ban Riga városával kötöttek szerződést 20 (opcionálisan 32) villamos legyártására. Ez a típus háromszekciós, és klímaberendezéssel ellátott, valamint fehér-kék színekben pompázik. Mivel a város, Prágával ellentétben, nem rendelkezik meredekebb lejtőkkel, ezért az első forgóváz nem hajtott. Az ülések kárpitozottak. Riga élt az opciós jogával, és hat darab négyszekciós villamost is megrendeltek.
A Skoda számos országban indította a típust közbeszerzési tendereken, mindeddig sikertelenül. 2011 novemberében viszont Miskolcon a gyártó megnyerte a Zöld Nyíl villamostenderének megismételt negyedik fordulóját, igaz, nem ezzel a típussal.
|  |  |  |  |